# クロアチアの都市の一覧

クロアチアの自治体

クロアチアの都市（クロアチアのとし）
クロアチアには全部で122の都市が存在する。

## 人口上位10都市(2011年)
| 順位 | 都市                   | クロアチア語   | 人口    | 郡                             | 地方             |
| ---- | ---------------------- | -------------- | ------- | ------------------------------ | ---------------- |
| 1.   | ザグレブ               | Zagreb         | 792,875 | ザグレブ                       | 中央クロアチア   |
| 2.   | スプリト               | Split          | 178,102 | スプリト＝ダルマチア郡         | ダルマチア地方   |
| 3.   | リエカ                 | Rijeka         | 128,624 | プリモリェ＝ゴルスキ・コタル郡 | イストリア地方   |
| 4.   | オシエク               | Osijek         | 108,048 | オシエク＝バラニャ郡           | スラヴォニア地方 |
| 5.   | ザダル                 | Zadar          | 75,082  | ザダル郡                       | ダルマチア地方   |
| 6.   | ヴェリカ・ゴリツァ     | Velika Gorica  | 63,517  | ザグレブ郡                     | 中央クロアチア   |
| 7.   | スラヴォンスキ・ブロド | Slavonski Brod | 59.141  | ブロド＝ポサヴィナ郡           | スラヴォニア地方 |
| 8.   | プーラ                 | Pula           | 57,460  | イストラ郡                     | イストリア地方   |
| 9.   | カルロヴァツ           | Karlovac       | 55,705  | カルロヴァツ郡                 | 中央クロアチア   |
| 10.  | シサク                 | Sisak          | 47,768  | シサク＝モスラヴィナ郡         | 中央クロアチア   |

## 市の一覧

### ア行
- イモツキ (Imotski)
- イヴァネツ (Ivanec)
- イヴァニチ・グラード (Ivanić Grad)
- イロク (Ilok)
- ウマグ (Umag)
- ヴァラジュディン (Varaždin)
- ヴァラジュディンスケ・トプリツェ (Varaždinske Toplice)
- ヴァルポヴォ (Valpovo)
- ヴィロヴィティツァ (Virovitica)
- ヴィンコヴツィ (Vinkovci)
- ヴェリカ・ゴリツァ (Velika Gorica)
- ヴォディツェ (Vodice)
- ヴコヴァル (Vukovar)
- ヴルボヴェツ (Vrbovec)
- ヴルボヴスコ (Vrbovsko)
- オザリ (Ozalj)
- オシエク (Osijek)
- オグリン (Ogulin)
- オトチャッツ (Otočac)
- オパティヤ (Opatija)
- オプゼン (Opuzen)
- オブロヴァツ (Obrovac)
- オミシュ (Omiš)
- オラホヴィツァ (Orahovica)
- オロスラヴリェ (Oroslavlje)

### カ行・ガ行
- カシュテラ (Kaštela)
- カスタヴ (Kastav)
- ガレシュニツァ (Garešnica)
- カルロヴァツ (Karlovac)
- クティナ (Kutina)
- クニン (Knin)
- クラニェツ (Klanjec)
- クラピナ (Krapina)
- クラリェヴィツァ (Kraljevica)
- クリクヴェニツァ (Crikvenica)
- クリジェフツィ (Križevci)
- グリナ (Glina)
- クルク (Krk)
- グルビシュノ・ポリェ (Grubišno Polje)
- ゴスピッチ (Gospić)
- コプリヴニツァ (Koprivnica)
- コミジャ (Komiža)
- コルチュラ (Korčula)

### サ行・ザ行
- ザグレブ (Zagreb)
- ザダル (Zadar)
- ザプレシチ（Zaprešić）
- ザボク (Zabok)
- サモボル (Samobor)
- シサク (Sisak)
- シニ (Sinj)
- シベニク (Šibenik)
- ジャコヴォ (Đakovo)
- スヴェティ・イヴァン・ゼリナ (Sveti Ivan Zelina)
- スクラディン (Skradin)
- ジュパニャ (Županja)
- スプリト (Split)
- スペタル (Supetar)
- スラヴォンスキ・ブロド (Slavonski Brod)
- ズラタ (Zlata)
- スラティナ (Slatina)
- スルニ (Slunj)
- セーニ (Senj)
- ソリン (Solin)

### タ行・ダ行
- ダルヴァル (Daruvar)
- チャコヴェツ (Čakovec)
- チャズマ (Čazma)
- チャバル (Čabar)
- ツレス (Cres)
- デルニツェ (Delnice)
- デュガ・レサ (Duga Resa)
- デュゴ・セロ (Dugo Selo)
- ジュルジェヴァツ (Đurđevac)
- ドゥブロヴニク (Dubrovnik)
- ドニャ・ストゥビツァ (Donja Stubica)
- ドルニシュ (Drniš)
- トロギル (Trogir)
- ドニ・ミホリャツ (Donji Miholjac)

### ナ行
- ナシツェ (Našice)
- ニン (クロアチア) (Nin)
- ノヴィ・ヴィノドロスキー (Novi Vinodolski)
- ノヴィグラード (Novigrad)
- ノヴァ・グラディシュカ (Nova Gradiška)
- ノヴァリャ (Novalja)
- ノヴィ・マロフ (Novi Marof)
- ノヴスカ (Novska)

### ハ行・バ行・パ行
- バカル (Bakar)
- パグ (Pag)
- パクラツ (Pakrac)
- パジン (Pazin)
- ビェロヴァル (Bjelovar)
- ビオグラード・ナ・モル (Biograd na moru)
- ブイェ (Buje)
- フヴァル (Hvar)
- ブゼト (Buzet)
- プーラ (クロアチア) (Pula)
- フルヴァツカ・コスタイニツァ (Hrvatska Kostajnica)
- プレグラダ (Pregrada)
- プレテルニツァ (Pleternica)
- プレロク (Prelog)
- プロチェ (Ploče)
- ペトリニャ (Petrinja)
- ベリスチェ (Belišće)
- ベリ・マナスティル (Beli Manastir)
- ベンコヴァツ (Benkovac)
- ポジェガ (Požega)
- ポレッチ (Poreč)

### マ行
- マカルスカ (Makarska)
- マリ・ロシニ (Mali Lošinj)
- ムルスコ・スレディシュチェ (Mursko Središće)
- メトコヴィッチ (Metković))

### ヤ行
- ヤストレバルスコ (Jastrebarsko)

### ラ行
- ラビン (Labin)
- ラブ (Rab)
- リエカ (Rijeka)
- リピク (Lipik)
- ルドブレク (Ludbreg)
Ludbreg, ハンガリー語・ドイツ語 Ludberg, ラテン語 Iovia;ローマ都市 map
- レポグラヴァ (Lepoglava)
- ロヴィニ (Rovinj)